# Rheum spiciforme
Rheum spiciforme là một loài thực vật có hoa trong họ Rau răm. Loài này được Royle miêu tả khoa học đầu tiên năm 1839.